# Gidle (gmina)
Gidle – gmina wiejska w województwie łódzkim, w powiecie radomszczańskim. W latach 1975–1998 gmina położona była w województwie częstochowskim.
Siedziba gminy to Gidle.
Według danych z 30 czerwca 2014 gminę zamieszkiwało 6360 osób. Natomiast według danych z 31 grudnia 2017 roku gminę zamieszkiwało 6151 osób.
Za Królestwa Polskiego gmina Gidle należała do powiatu nowo-radomskiego w guberni piotrkowskiej. 31 maja 1870 do gminy przyłączono pozbawione praw miejskich Pławno. Gmina została odznaczona Orderem Krzyża Grunwaldu przez Radę Państwa.

## Struktura powierzchni
Według danych z roku 2002 gmina Gidle ma obszar 116,32 km², w tym:
- użytki rolne: 59%
- użytki leśne: 32%

Gmina stanowi 8,06% powierzchni powiatu.

## Demografia

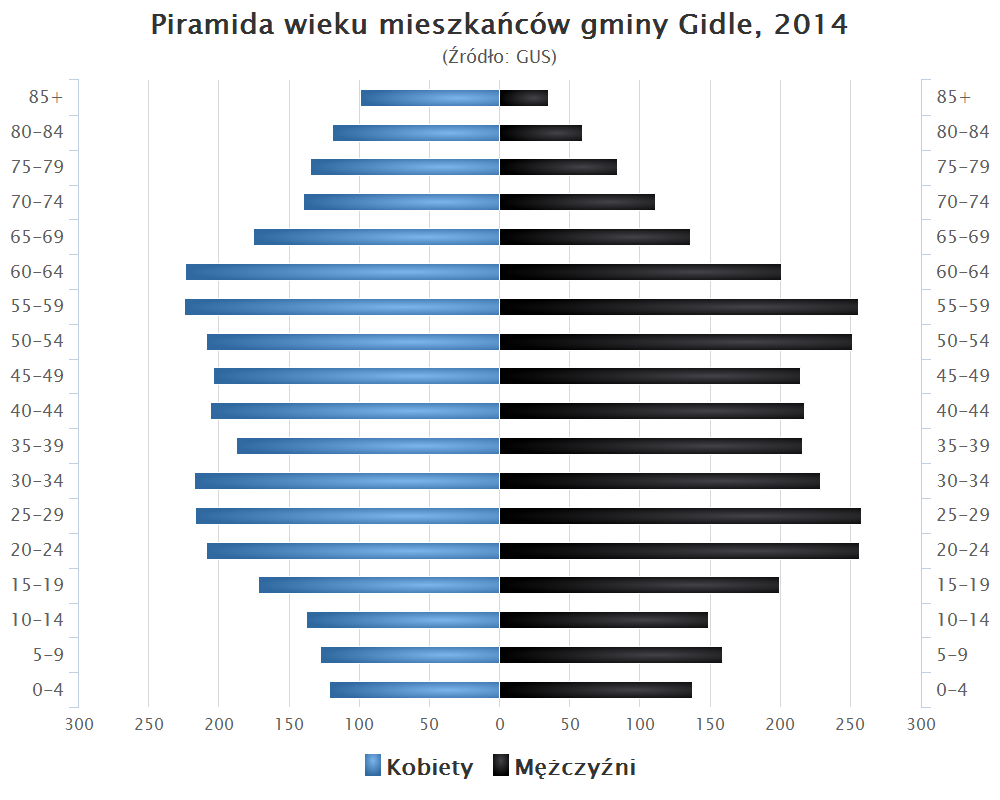
Piramida wieku mieszkańców gminy Gidle w 2014 roku

Dane z 30 czerwca 2014:
| Opis                              | Ogółem | Ogółem | Kobiety | Kobiety | Mężczyźni | Mężczyźni |
| --------------------------------- | ------ | ------ | ------- | ------- | --------- | --------- |
| jednostka                         | osób   | %      | osób    | %       | osób      | %         |
| populacja                         | 6269   | 100    | 3095    | 49      | 3174      | 51        |
| gęstość zaludnienia (mieszk./km²) | 54     | 54     |         |         |           |           |

Dane z 30 czerwca 2016:
| Opis                              | Ogółem | Ogółem | Kobiety | Kobiety | Mężczyźni | Mężczyźni |
| --------------------------------- | ------ | ------ | ------- | ------- | --------- | --------- |
| jednostka                         | osób   | %      | osób    | %       | osób      | %         |
| populacja                         | 6196   | 100    | 3077    | 49      | 3119      | 51        |
| gęstość zaludnienia (mieszk./km²) | 53,5   | 53,5   |         |         |           |           |

## Sołectwa
Borowa, Ciężkowice, Chrostowa, Gidle, Gowarzów, Górka, Graby, Kajetanowice, Kotfin, Ludwików, Michałopol, Piaski, Pławno, Ruda, Stanisławice, Stęszów, Włynice, Wojnowice, Wygoda, Zabrodzie, Zagórze.

## Pozostałe miejscowości
Borki (kolonia), Borki (osada), Borowa (osada), Budy, Górki, Huby Kotfińskie, Lasek, Mękwa, Młynek, Niesulów, Ojrzeń, Skrzypiec, Spalastry, Strzała, Wojnowice (osada), Zielonka.

## Sąsiednie gminy
Dąbrowa Zielona, Kłomnice, Kobiele Wielkie, Kruszyna, Radomsko, Żytno